# 七条町 (名古屋市)
- 日本 > 愛知県 > 名古屋市 > 南区 > 七条町
- 日本 > 愛知県 > 名古屋市 > 港区 > 七条町

七条町（しちじょうちょう）は、愛知県名古屋市南区及び港区の地名。現行行政地名は七条町1丁目から七条町3丁目。住居表示未実施。

## 地理
名古屋市南区の西部に位置し、南に加福町、北に六条町、東に泉楽通、西に竜宮町と接する。港区は七条町2丁目のみ存在する。

## 歴史
- 1945年（昭和20年）2月1日 - 南区豊田町の一部により、同区七条町となる[8]。
- 1956年（昭和31年）7月13日 - 一部が港区に編入され、同区七条町が成立[8]。

## 世帯数と人口
2019年（平成31年）4月1日現在の世帯数と人口は以下の通りである。
| 区   | 町丁   | 世帯数  | 人口  |
| ---- | ------ | ------- | ----- |
| 南区 | 七条町 | 204世帯 | 426人 |

### 人口の変遷
国勢調査による人口の推移
| 1995年（平成7年）  | 589人 | [ 9 ]  |  |
| 2000年（平成12年） | 544人 | [ 10 ] |  |
| 2005年（平成17年） | 528人 | [ 11 ] |  |
| 2010年（平成22年） | 495人 | [ 12 ] |  |
| 2015年（平成27年） | 467人 | [ 13 ] |  |

## 学区
市立小・中学校に通う場合、学校等は以下の通りとなる。また、公立高等学校に通う場合の学区は以下の通りとなる。
| 区   | 番・番地等 | 小学校                 | 中学校               | 高等学校 |
| ---- | ---------- | ---------------------- | -------------------- | -------- |
| 南区 | 全域       | 名古屋市立道徳小学校   | 名古屋市立大江中学校 | 尾張学区 |
| 港区 | 全域       | 名古屋市立東築地小学校 | 名古屋市立東港中学校 | 尾張学区 |

## 交通
- 国道23号（名四国道）

## 施設
- サンラックス本社
- 道徳ポンプ所
- UEX名古屋営業所
- 新日本ウエックス七条工場
- 名四金属
- 友井塗装店
- JB.STUDIO R23号店
- なかよし遊園
- 中部糧穀運輸

## その他

### 日本郵便
- 郵便番号 : 457-0854（南区）[4]（集配局：名古屋南郵便局[16]）。